# Emil Strumiński
Emil Strumiński (ur. 12 maja 1895 w Witkowicach, zm. 23 lutego 1971) – podpułkownik saperów Wojska Polskiego, kawaler Orderu Virtuti Militari.

## Życiorys
Urodził się 12 maja 1895 roku w Witkowicach k. Morawskiej Ostrawy, w rodzinie kowala Józefa i Anny z domu Kacała. W 1914 roku ukończył Wydział Budowy Maszyn Wyższej Szkoły Przemysłowej w Krakowie i uzyskał tytuł inżyniera konstruktora. W czasie nauki działał w Związku Strzeleckim. Po ukończeniu studiów wstąpił do Legionów Polskich. 14 maja 1915 roku ukończył Szkołę Podchorążych Legionów Polskich i jako dowódca plutonu w kompanii technicznej w stopniu chorążego, odbył całą kampanię aż do bitwy pod Rarańczą. Po niej został dowódcą tej kompanii, którą dowodził do bitwy pod Kaniowem. Po kryzysie przysięgowym pozostał w służbie w Polskim Korpusie Posiłkowym. W 1918 roku dostał się do II Korpusu Polskiego, w którym dowodził kompanią saperów.
W listopadzie 1918 roku wstąpił do Wojska Polskiego i otrzymał przydział na dowódcę kompanii saperów w 1 pułku inżynieryjnym. W wojnie polsko-bolszewickiej dowodził kompanią saperów XXI batalionu saperów w 2 Armii generała Śmigły-Rydza. W czasie wycofywania się z Kijowa, na rozkaz dowódcy armii, w maju 1920 roku wysadził most łańcuchowy na Dnieprze o długości 695 m. Następnie, podczas odwrotu wysadzał mosty i tory kolejowe, pod huraganowym ogniem bolszewików. Wojnę w 1921 roku zakończył na stanowisku dowódcy X batalionu saperów w 1 Dywizji Piechoty Legionów.
Po wojnie, w 1922 roku ukończył Kurs Doskonalenia Oficerów Saperów w Kościuszkowskim Obozie Szkolnym Saperów, po czym przez dwa lata był referentem fortyfikacji w Kierownictwie Rejonu Inżynierii i Saperów w Warszawie. W 1923 roku został przeniesiony do Kierownictwa Rejonu Inżynierii i Saperów Częstochowa na stanowisko kierownika rejonu. Następnie był dowódcą VIII batalionu saperów. 25 października 1926 roku został przeniesiony do Oficerskiej Szkoły Inżynierii w Warszawie na stanowisko dowódcy 1 kompanii szkolnej. 26 kwietnia 1928 roku został przeniesiony do 3 pułku Saperów Wileńskich w Wilnie na stanowisko dowódcy I batalionu saperów. W 1932 roku służył w Centrum Wyszkolenia Piechoty. Od stycznia 1934 roku do 1938 roku dowodził 6 batalionem saperów w Brześciu. 10 grudnia 1936 roku inspektor armii, generał dywizji Kazimierz Sosnkowski w wydanej opinii stwierdził: „pracowity i sumienny. Inteligentny i zdolny oficer. Charakter prawy, usposobienie spokojne i równe. Trochę ociężały. Wykształcony saper, posiadający duże wiadomości fachowe. Dobry dowódca w polu i dobry wychowawca. Wymagający przełożony. Utalentowany administrator”.
Następnie został oficerem saperów w Inspektoracie Armii w Toruniu. W czasie kampanii wrześniowej był dowódcą saperów Armii „Pomorze”. Brał udział w walkach pod Kutnem, Sochaczewem i Brochowem. Tam został ciężko ranny. Otrzymał osiem ran postrzałowych, w tym dwie w głowę. W okresie okupacji przebywał w niemieckiej niewoli, w Oflagu II C Woldenberg, gdzie był współorganizatorem i wykładowcą w zorganizowanej w konspiracji Wojskowej Szkole Technicznej.
W lutym 1945 roku, po wyzwoleniu obozu, wrócił do kraju i wstąpił do Wojska Polskiego. W latach 1945–1950 pracował w Departamencie Inżynierii i Saperów Ministerstwa Obrony Narodowej na stanowisku referenta i kierownika sekcji naukowo-wydawniczej. W 1950 roku został zwolniony ze służby wojskowej ze względu na stan zdrowia.
Zmarł 23 lutego 1971 roku. Pochowany na cmentarzu Powązkowskim w Warszawie (kwatera 113-1-27).
Był żonaty z Marią z domu Chełchowską (1900–1964), małżeństwo było bezdzietne.

## Awanse
- chorąży – 11 listopada 1915[13]
- podporucznik – 1918[1]
- porucznik – ze starszeństwem z dniem 12 października 1918
- kapitan[14]
- major – 1924 ze starszeństwem z dniem 15 sierpnia 1924
- podpułkownik – 1935 ze starszeństwem z dniem 1 stycznia 1935 i 4. lokatą w korpusie oficerów inżynierii i saperów[15]

## Ordery i odznaczenia
- Krzyż Srebrny Orderu Wojskowego Virtuti Militari nr 5164 (28 lutego 1922)[16]
- Krzyż Niepodległości (2 sierpnia 1931)[17]
- Krzyż Walecznych (czterokrotnie, po raz pierwszy w 1921)[18]
- Złoty Krzyż Zasługi (dwukrotnie: 11 listopada 1937[19][20], 17 grudnia 1946[21])
- Medal Pamiątkowy za Wojnę 1918–1921[22]
- Medal Dziesięciolecia Odzyskanej Niepodległości[22]
- Medal 10 Rocznicy Wojny Niepodległościowej (Łotwa, zezwolenie 1929)[23]
- Medal Pamiątkowy Wielkiej Wojny (Francja)[22]